# The Moments-北京へと続く瞬間-
The Moments-北京へと続く瞬間-（ザ・モーメンツ・ペキンへとつづくしゅんかん）は、2007年10月2日から2008年9月30日まで日本テレビで放送されていたスポーツドキュメンタリー番組。テレビ番組欄での表記は「北京へと続く瞬間」となっている。

## 内容
- 北京オリンピックへ向けた日本のトップアスリート達の戦いを、ドキュメンタリーとして徹底的に伝える。
- 日本のお家芸である自転車競技をレギュラー企画内で紹介する。

## 出演者
- 櫻井翔（2008年4月1日 - 最終回）

## 放送時間
- 日本テレビ　火曜日24:29 - 24:59（JST、特別番組の編成等で遅延の場合あり）
- BS日テレ　日曜日19:00 - 19:30（2007年10月7日 - 2008年3月30日、5日遅れ）

## 主な放送内容・出演者
第1回(2007年10月2日)
北島康介（水泳・平泳ぎ）
第2回(2007年10月9日)
浜口京子（レスリング）
第3回(2007年10月16日)
谷亮子（柔道）
第4回(2007年10月23日)
鈴木桂治（柔道）
第5回(2007年10月30日)
伊調千春、伊調馨（レスリング）
第6回(2007年11月6日)
女子新体操日本代表（新体操）
第7回(2007年11月13日)
三宅宏実（重量挙げ）
第8回(2007年11月20日)
永井清史（自転車）

## スタッフ
- ナレーション：池田秀一、飛田展男
- ディレクター：長谷川孝、近岡佳世、伊田孝
- 構成：橋本大介、ユカダイ
- 撮影：奥村誠久、磯野伸吾、斉藤充功、松島孝法
- 編集：坂田宗一郎、村山裕子、大森三佳子、中出祐樹、村上浩
- MA：渡部展貴
- 音効：金沢裕一
- 写真提供：AFLO
- デスク：小林亜也、根岸麻由子
- 制作：藤田信太郎、室井章吾
- 演出：渡瀬慶吾、吉無田剛、鈴木孝志
- プロデューサー：佐々木豊、栄永英幸、小林一尚、五十嵐貢
- チーフプロデューサー：今村司
- 制作協力：AX-ON、マイプラン、パッション、ラブリフィール
- 制作著作：日テレ

## 備考
- 初回の放送は30分遅れの24:59から放送する予定だったが、プロ野球・巨人のセ・リーグ優勝の特別番組を放送と『NEWS ZERO』の放送時間拡大のため、さらに25分遅れの25:24に放送された。

| 日本テレビ 火曜日24:29 - 24:59枠                     | 日本テレビ 火曜日24:29 - 24:59枠                         | 日本テレビ 火曜日24:29 - 24:59枠 |
| 前番組                                               | 番組名                                                   | 次番組                           |
| ---------------------------------------------------- | -------------------------------------------------------- | -------------------------------- |
| ぶっコギ! ※24:26 - 24:56BUZZER BEATER ※24:56 - 25:26 | The Moments- 北京へと続く瞬間- （2007.10.2 - 2008.9.30） | アメカフェ♪                      |